# Adroichthys tuberculatus
Adroichthys tuberculatus Gardiner, 1969 è un pesce osseo estinto, appartenente agli attinotterigi e di incerta collocazione sistematica. Visse nel Carbonifero inferiore (Viséano, circa 340 milioni di anni fa) e i suoi resti fossili sono stati ritrovati in Sudafrica.

## Descrizione
Questo pesce possedeva un corpo alto e compresso lateralmente, di forma vagamente discoidale. La testa possedeva un muso molto corto e alto, simile a quello di altri pesci carboniferi, come Amphicentrum. Come quest'ultimo, Adroichthys possedeva una mascella triangolare e piastre dentarie sia mandibolari che palatali. Tuttavia, a differenza di Amphicentrum, le ossa delle fauci erano dotate di tubercoli ed erano sprovviste di uno strato liscio di ganoina. La premascella e l'osso dentale di Adroichthys erano dotati di un primitivo set di denti marginali, e la mascella era invece priva di denti. Il corpo era ricoperto da scaglie romboidali dotate di piccole carene, simili a quelle dei pesci devoniani Moythomasia e Mimipiscis.

## Classificazione
Adroichthys venne descritto per la prima volta nel 1969, sulla base di resti fossili ritrovati in Sudafrica. Inizialmente ascritto ai platisomoidi e avvicinato al genere Amphicentrum, secondo revisioni più recenti Adroichthys sembrerebbe essere nettamente separato cladisticamente da questi gruppi; la maggior parte delle somiglianze tra Platysomus, gli eurinotiformi come Amphicentrum e Adroichthys sono simplesiomorfie (caratteri primitivi condivisi), riscontrabili in numerosi altri attinotterigi del Carbonifero. Ad oggi non sono chiare le parentele di Adroichthys (Sallan e Coates, 2013).

## Paleoecologia
Grazie al suo corpo alto e appiattito lateralmente, Adroichthys doveva essere un buon manovratore che viveva in mari calmi e bassi, probabilmente nei pressi di scogliere. La dentatura costituita da elementi forti e tondeggianti delle piastre dentarie permetteva a questo pesce di nutrirsi di animali dai gusci duri, che potevano venire frantumati.